# Чащино (Тамбовская область)
Ча́щино — село в Мучкапском районе Тамбовской области России. Административный центр Чащинского сельсовета.

## География
Село находится в юго-восточной части Тамбовской области, в лесостепной зоне, в пределах Окско-Донской равнины, на правом берегу реки Ворона, на расстоянии примерно 3 км (по прямой) к юго-западу от рабочего посёлка Мучкапский, административного центра района. Абсолютная высота — 145 м над уровнем моря.

### Климат
Климат умеренно континентальный, относительно сухой, с холодной продолжительной зимой и жарким летом. Среднегодовая температура воздуха — 4,5 °С. Средняя температура воздуха самого холодного месяца (января) — −11 °C (абсолютный минимум — −39 °C); самого тёплого месяца (июля) — 20,5 °C (абсолютный максимум — 40 °С). Среднегодовое количество атмосферных осадков варьирует в пределах от 400 до 450 мм. Продолжительность залегания снежного покрова составляет в среднем 134 дня.

### Часовой пояс
Село Чащино, как и вся Тамбовская область, находится в часовой зоне МСК (московское время). Смещение применяемого времени относительно UTC составляет +3:00.

## Население
| 2010 |
| ---- |
| 933  |

### Половой состав
По данным Всероссийской переписи населения 2010 года, в гендерной структуре населения мужчины составляли 45,9 %, женщины — соответственно 54,1 %.

### Национальный состав
Согласно результатам переписи 2002 года, в национальной структуре населения русские составляли 99 % из 1006 чел.

## Улицы
| - ул. Гагарина, - ул. Интернациональная, - пер. Интернациональный, - ул. Кончановская, | - ул. Ленинградская, - ул. Молодёжная, - ул. Московская, - пер. Московский, | - ул. Октябрьская, - ул. Пролетарская, - ул. Советская, - ул. Фузеева. |